# アセチルアジュマリンエステラーゼ
アセチルアジュマリンエステラーゼ(Acetylajmaline esterase、EC 3.1.1.80)は、17-O-アセチルアジュマリン O-アセチルヒドロラーゼ(17-O-acetylajmaline O-acetylhydrolase)という系統名を持つ酵素である。
以下の化学反応を触媒する。
(1) 17-O-アセチルアジュマリン + 水 {\displaystyle \rightleftharpoons } アジュマリン + 酢酸
(2) 17-O-アセチルノルアジュマリン + 水 {\displaystyle \rightleftharpoons } ノルアジュマリン + 酢酸
植物の持つ酵素であり、インドールアルカロイドであるアジュマリンの生合成の最終段階を触媒する。